# Masacre

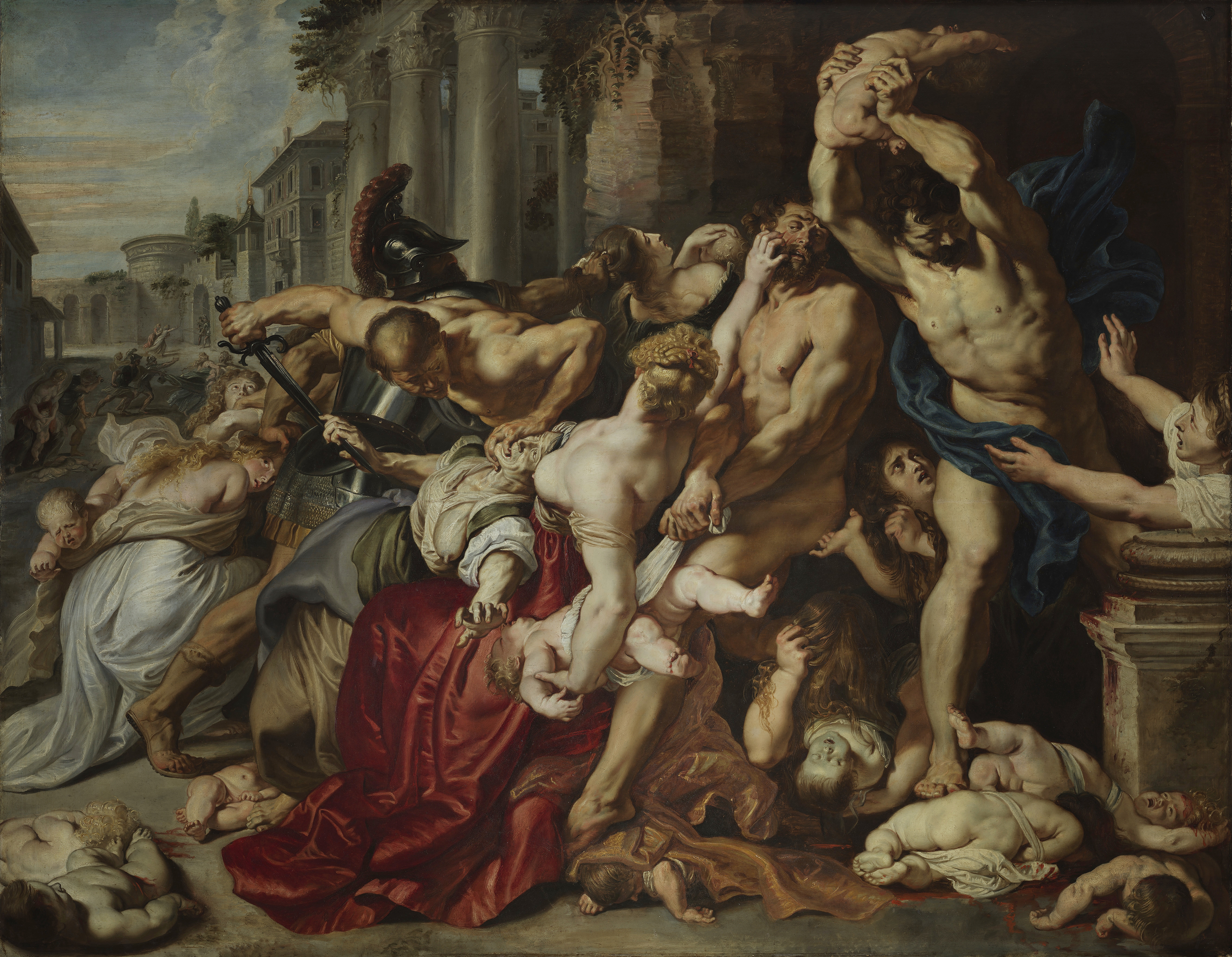
La masacre de los inocentes, de Rubens.

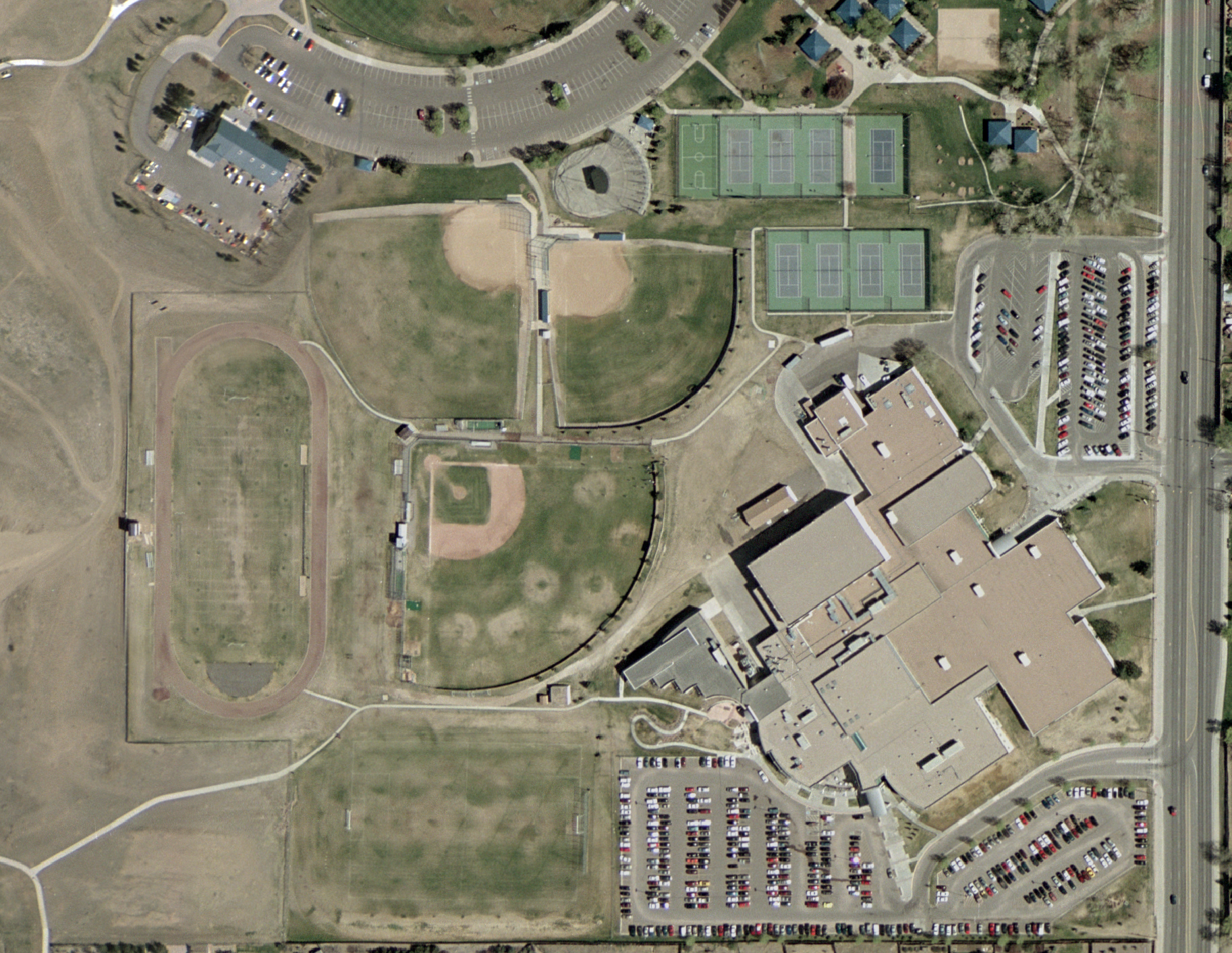
Vista del instituto estadounidense Columbine, donde el 20 de abril de 1999 sucedió el tiroteo escolar más conocido: la masacre de la Escuela Secundaria de Columbine, que acabó con 15 muertos y 24 heridos. Debido a la cultura de las armas en los Estados Unidos, que es muy permisiva respecto a que los ciudadanos puedan comprar armas en comparación con otros países en el resto del mundo, suelen suceder de forma periódica tiroteos masivos.

El término masacre se usa para referirse a un tipo de homicidio premeditado, habitualmente de varias personas, caracterizado por la indefensión de las víctimas. La expresión es de origen francés (massacre) y es definida por el diccionario de la Real Academia Española como «matanza de personas, por lo general indefensas, producida por ataque armado o causa parecida». Por su parte, el Diccionario de uso del español, de María Moliner, define la palabra como «matanza salvaje de personas».[cita requerida]
Aunque el término masacre es impreciso en sus alcances, suele aplicarse a situaciones en las que existe una gran desigualdad de poder entre víctimas y victimarios, y los asesinatos se presentan como crueles, alevosos e innecesarios. Un sinónimo inglés de la expresión es butchery, es decir "carnicería". El sacerdote brasileño Leonardo Boff relaciona la masacre con la cobardía. Los bombardeos de objetivos civiles y los atentados terroristas, son a veces calificados como masacres y en otras ocasiones no lo son, sin una razón clara para ello.
Ocasionalmente se denomina hecatombe, como cuando los aztecas sacrificaron a 20,000 prisioneros de guerra para celebrar la inauguración de la sexta etapa del Templo Mayor, el 4 de diciembre de 1487.
La masacre aparece en la antigüedad como un derecho del monarca, «porque el monarca construye su poder a partir de eso». El investigador argentino José Emilio Burucúa, ha señalado que las masacres de la historia registran como elemento común la oscuridad de las causas que llevan a su realización: en las masacres «puede hablarse de detonantes, pero no de causas». Heródoto, a su vez, decía que la masacre rompe con el tejido de las causas y los efectos.
La masacre no constituye un delito penal tipificado como tal, ni en el derecho penal interno de muchos países ni en el derecho penal internacional. Sin embargo es práctica mundialmente generalizada denominar así a una gran variedad de asesinatos particularmente violentos, como la masacre de las Fosas Ardeatinas durante la Segunda Guerra Mundial en Italia, la masacre militar de Santa María de Iquique en Chile, la masacre de las bananeras en Colombia, la masacre de San Patricio durante el terrorismo de Estado en Argentina, o la masacre de la Escuela Secundaria de Columbine cometida por dos estudiantes en los Estados Unidos.
El concepto de masacre ha cobrado relevancia en los denominados genocide studies (estudios sobre genocidio), que se han extendido a partir de la sanción de la Convención para la Prevención y la Sanción del Delito de Genocidio por las Naciones Unidas en 1948. Las investigaciones sobre genocidio y violación de derechos humanos se han concentrado en partir del hecho mismo de la masacre, para preguntarse «en qué circunstancias y bajo qué condiciones una masacre o una serie de masacres pueden convertirse en un genocidio». En ese análisis, el psicólogo Israel Charny, llega a considerar que toda masacre es un genocidio, incluidos accidentes que están originados en un gran desprecio por la vida humana, como el de Chernóbil.
La masacre se relaciona con otras situaciones de contenido similar como el asesinato masivo, el homicidio con alevosía y el genocidio.